# الغزو النورماني لويلز

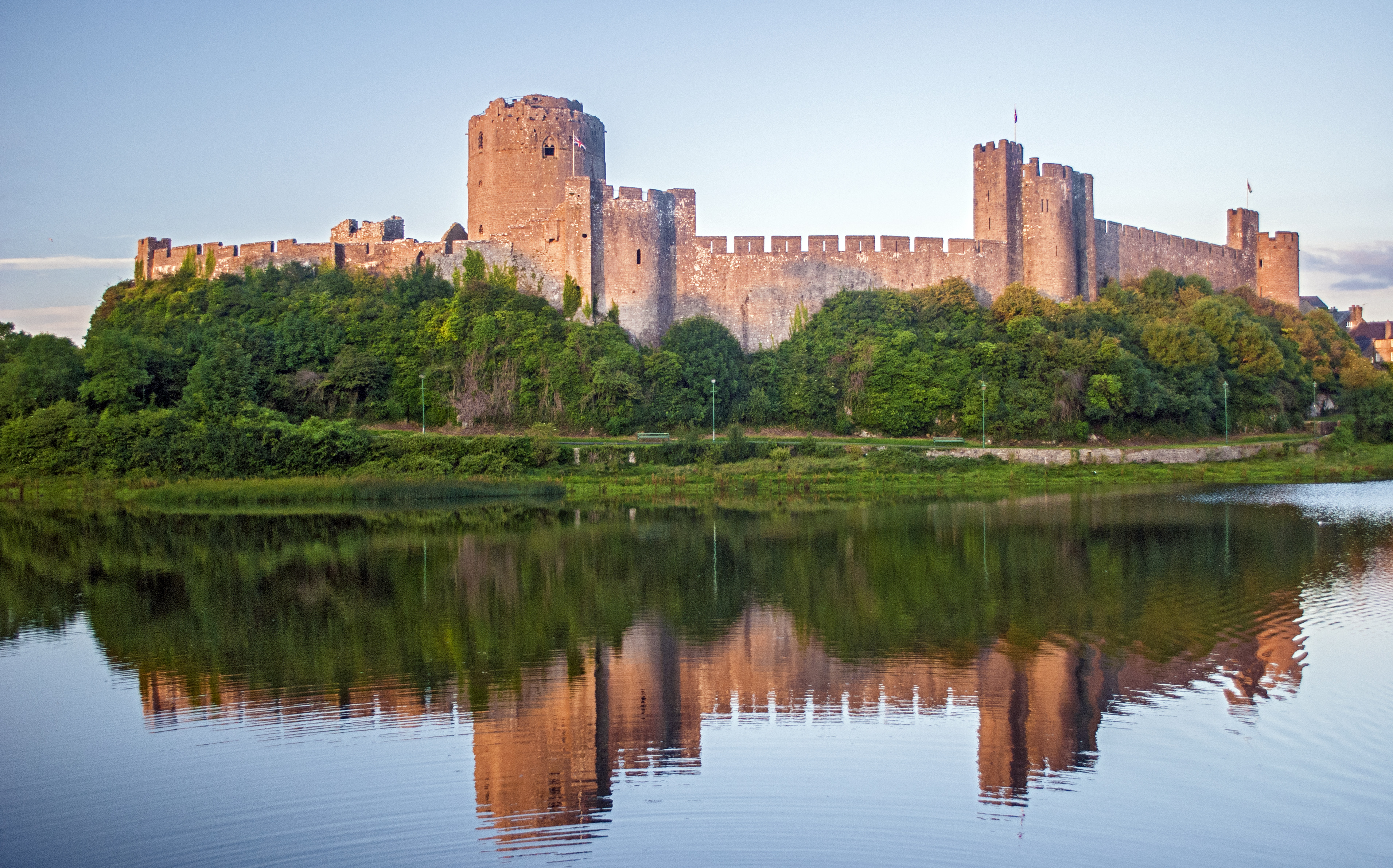

بدأ الغزو النورماني لويلز بعد وقت قصير من الغزو النورماني لإنجلترا على يد ويليام الفاتح، الذي رأى بأن إنجلترا حقه الشرعي. في البداية (1067 – 1081)، لم يُتخذ غزو ويلز بنفس الحماس والإصرار الذي اتُخذ به غزو إنجلترا. على أي حال، بدأ غزو نورماني أقوى بكثير عام 1081 وبحلول عام 1094 كانت معظم ويلز تحت سيطرة ابن ويليام الأكبر، ويليام الثاني ملك إنجلترا. لم يُعجب الويلزيون أبدًا بالنورمان «القساة بلا مبرر» وبحلول عام 1101 أعادوا اكتساب السيطرة على الجزء الأكبر من بلادهم في ظل الحكم الطويل للملك غريفيد أب كينان، الذي سجنه النورمان لاثنتي عشرة عامًا قبل أن يتمكن من الهرب. حصل غريفيد على بعض المساعدة غير المباشرة من ملك النرويج ماغنوس الثالث (ماغنوس الحافي) الذي هاجم النورمانديين لفترة قصيرة قبالة جزيرة أنغلزي في شمال غرب ويلز قرب إينيس سيريول، وقتل هيو من مونتغومري، الإيرل الثاني لشروسبيري وترك النورمانديين مُستنفذين ومُحبَطين. مضى ماغنوس لأخذ جزر أوركني وجزر هيبرايدز وجزيرة مان وجزر شمال ويلز وغرب وشمال اسكتلندا وإنجلترا عام 1098.
على يد الابن الرابع لويليام، ملك إنجلترا هنري الأول، رد النورمان - الذين استقروا جيدًا في إنجلترا بحلول ذلك الوقت - بالاندفاع غربًا إلى ويلز. هذه المرة، اهتم الويلزيون والنورمانديون بصنع السلام أكثر من اهتمامهم بالقتال في معارك دامية، ونشأ وضع مستقر نسبيًا، إلا أن حال النورمانديين كان أسوأ في جنوب شرق ويلز عن حالهم غرب البلاد. استمرت المواجهة من عام 1135 إلى 1154 على يد ستيفن، ملك الإنجليز، ابن شقيقة هنري وحفيد ويليام من جهة أمه، والذي أصبح يخوض صراع سلطة وحرب أهلية مع الإمبراطورة ماتيلدا، ابنة هنري وطفله الشرعي الوحيد الباقي على قيد الحياة.
بحلول خمسينيات القرن الثاني عشر، قرر ابن ماتيلدا ملك إنجلترا هنري الثاني المقاومة، قاد بعثته الأولى إلى ويلز عام 1157. تلقى هزيمة مذلة وقاسية، خصوصًا في معركة يولو في كولشيل/كود إولو، حيث لم ينجح أبدًا وكاد يُقتل في المعركة، دُحر جيشه وفرّ. تحرك ضد خصومه البريطانيين مرة أخرى عام 1163. ذكرت المصادر لاحقًا كيف أنه اكتسب شكلًا غير واضحٍ من الولاء من قِبل أقوى أمراء ويلز، ريس أب غريفيد وأواين غوينيد، بالإضافة إلى ملك اسكتلندا. كان هذا الأمر حافزًا للثورة في ويلز؛ تلقى هنري الثاني هزيمة مذلة عام 1165 في معركة كروغان بجانب سلسلة بيروين. لم ينجح هنري أبدًا باحتلال ويلز واضطر للبحث عن تسوية مع ريس أب غريفيد من أجل السيطرة على الجنوب.

## هجمات الويلزيين في إنجلترا
بحلول منتصف القرن الحادي عشر، كانت ويلز موحدة من قِبل أمير مدينة غوينيد، غريفيد أب ليفيلين. اندفع غريفيد ضمن إنجلترا الساكسونية، محرقًا مدينة هيرفورد، وساحقًا دوريات الحدود، ومُثبتًا أن الإنجليز غير قادرين تمامًا على الرد على الغزوات الويلزية. خلال هذا الوقت، قاد هارولد غودوينسون حملة من الغارات أضعفت السلطة في ويلز. في أعقاب هذه الحملة، انقلب رجال غريفيد عليه، إذ قتلوه عام 1063 وأرسلوا رأسه إلى إدوارد المعترف مقابل إعادة تقسيم ويلز إلى ممالكها التقليدية. ترك هذا الأمر فراغ سلطة في ويلز، تنازع من خلاله الأمراء والملوك بحرية على أراضيهم، دون وجود غريفيد - الذي كان موحدًا لهم - لصد هجمات النورمان.

## أولى المعارك
استغرق النورمانديون بعض الوقت لتركيز بعض القوة ضد الويلزيين، لأنهم كانوا منشغلين بتداعيات موقعة هستينكش مع إنجلترا ونورماندي. بالإضافة إلى ذلك، لم يكن هدف ويليام غزو ويلز؛ كان قد أتى ليرث ما رآه حقه الشرعي، العرش الإنجليزي، الذي ينطوي على أخذ مسؤوليات إدوارد والملوك الأنجلو- ساكسونيين، من ضمن ذلك علاقاتهم مع ويلز واسكتلندا. على أي حال، كانت ويلز قد بدأت بإثارة المشكلة، داعمةً الثورات الإنجليزية ضد النورمانديين.